# Рудель, Ганс-Ульрих

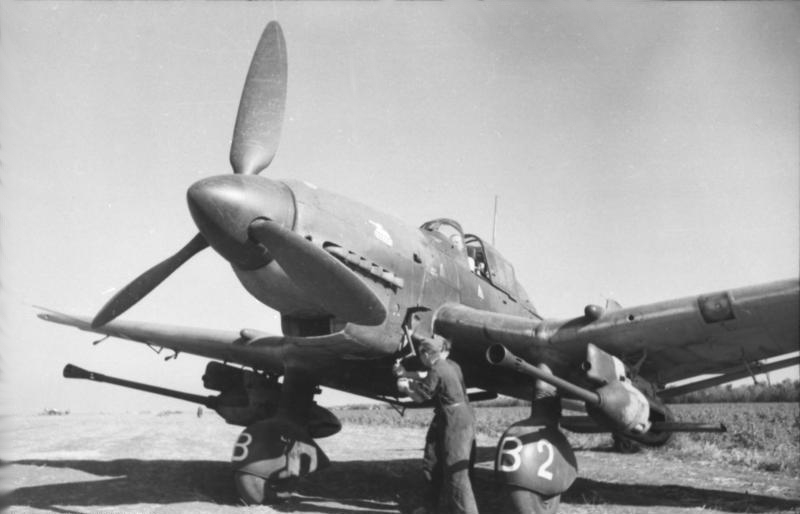
Ju-87G Руделя

Ганс-У́льрих Ру́дель (нем. Hans-Ulrich Rudel; 2 июля 1916, Гженды, Нижнесилезское воеводство — 18 декабря 1982, Розенхайм, Бавария) — самый результативный пилот пикирующего бомбардировщика Ю-87 «Штука» в годы Второй мировой войны. Единственный кавалер полного банта Рыцарского креста: с золотыми дубовыми листьями, мечами и бриллиантами (с 29 декабря 1944). Один из трёх иностранцев, награждённых высшей наградой Венгрии — Золотой медалью за храбрость.
По количеству наград Руделя превзошёл только Герман Геринг. Убеждённый национал-социалист, никогда не критиковал Адольфа Гитлера.
С 1948 года жил в Аргентине. Затем перебрался в Швейцарию. Умер в Розенхайме, похоронен в Дорнхаузене.

## Ранние годы
Родился 2 июля 1916 года в Конрадшвальдау, в Силезии (теперь село Гженды в Нижнесилезском воеводстве Польши). В школе учился плохо, но имел достижения в спорте. В 1936 году окончил школу и поступил на обучение в Люфтваффе, в школу кадетов. В июне 1938 года вступил в I./Sturzkampfgeschwader 168 в городе Грац. 1 января 1939 года переведён в лётную школу в Хильдесхайме и повышен до звания старшего лейтенанта.

## Боевые заслуги
По официальным данным люфтваффе, Рудель совершил 2530 боевых вылетов (наибольшее количество среди пилотов Второй мировой войны).

По словам самого Руделя (никогда позже не подтверждённых из других источников) уничтожил около 2000 единиц боевой техники, в том числе: 519 танков, 800 автомашин, 150 артиллерийских орудий, 70 десантных лодок, девять самолётов, четыре бронепоезда, несколько мостов, повредил крейсер (недостроенный «Петропавловск»), лидер эсминцев «Минск», повредил линкор «Марат».
Бо́льшую часть вылетов совершил на различных модификациях пикирующего бомбардировщика Ю-87 «Штука», ставшего, по утверждению Руделя, в высшей степени эффективным для уничтожения танков после установки по настоянию Руделя в подкрыльевых гондолах двух пушек калибра 37 мм. «Штука» в противотанковом варианте (Ju-87G) получила название Kanonenvogel (с нем. — «птичка с пушкой») или Panzerknacker. Пушка также позволяла успешно бороться с советскими «летающими танками» — бронированными штурмовиками Ил-2.
В конце войны также летал на истребителе Fw 190.
Сбил 9 самолётов противника — 2 штурмовика Ил-2 и 7 истребителей.
Один из советских истребителей, сбитый стрелком Руделя или упавший при его преследовании из-за турбулентности, по мемуарам Руделя — пилотировался опытным и известным у русских лётчиком, по одной из версий (впрочем, сталкивающейся с хронологическими вопросами) это мог быть известный советский ас Лев Шестаков, погибший при обстоятельствах, имеющих определённое сходство с описанными Руделем.
Сам Рудель за время Второй мировой войны был сбит 32 раза (по его словам всегда только зенитной артиллерией), несколько раз был тяжело ранен. В боях над Одером попаданием 40-мм зенитного снаряда ему оторвало правую ногу, однако он продолжал летать даже после ампутации ноги ниже колена.

## Линкор «Марат»
23 сентября 1941 года линкор «Марат», участвовавший в обороне Ленинграда, получил прямое попадание двух бомб, одна из которых была сброшена Руделем, вылетевшим с аэродрома Тырково, близ Луги. В результате взрыва боезапаса носовой башни (момент атаки был заснят хвостовым стрелком К. Байером в момент выхода самолёта из пикирования, на фото был запечатлён взрыв линкора) корабль был частично затоплен и лёг на грунт у стенки на глубине 11 метров, а вся артиллерия корабля в итоге вышла из строя.
По утверждениям самого Руделя, он дважды успешно атаковал «Марат» — 16 сентября он сбросил на палубу две 500-килограммовых бомбы, а 23 сентября именно он сбросил ту 1000-килограммовую бомбу, которая привела к взрыву артиллерийского погреба и частичному затоплению корабля.
Через полтора месяца боеспособность корабля была частично восстановлена. Три орудийных башни главного калибра (кроме той, которая получила описанное прямое попадание) и зенитные установки — продолжали использоваться до окончания блокады Ленинграда.

## Послевоенная деятельность
После сдачи в плен американцам 8 мая 1945 года и освобождения из плена в апреле 1946 года Рудель эмигрировал в Аргентину в начале июня 1948 года. В Аргентине Рудель стал близким другом и доверенным лицом президента страны Хуана Перона и президента Парагвая Альфредо Стресснера. Рудель создал «Kameradenwerk» — организацию помощи соотечественникам, осуждённым как военные преступники или скрывавшимся в эмиграции. В частности, эта организация отправляла продуктовые посылки Р. Гессу и К. Дёницу, а также иногда оплачивала их юридические расходы. В Аргентине Рудель написал книгу «Trotzdem» («Вопреки всему»), опубликованную в Буэнос-Айресе в ноябре 1949 года. Позднее эта книга была опубликована в США под названием «Пилот Штуки». Предисловие к этому изданию написал Пьер Клостерман, ставший другом Руделя. В конце 1960-х годов во время создания американцами штурмовика A-10 военный аналитик Пьер Спрей, которому ВВС США заказали разработку детальной спецификации этого самолёта, потребовал, чтобы книгу Руделя прочёл каждый сотрудник проектной группы.
В Аргентине Рудель зарабатывал выполнением контрактов для бразильской армии, а также оказывал консультационные и посреднические услуги правительствам Боливии, Чили и Парагвая. После свержения режима Перона в 1955 году Рудель был вынужден переехать в Парагвай. Там он работал представителем нескольких западногерманских компаний, в частности Dornier Flugzeugwerke, Focke-Wulf, Messerschmitt и Siemens.

## Политические взгляды
В конце 1951 года Рудель опубликовал в Буэнос-Айресе два политических памфлета — «Мы, фронтовые солдаты, и наше мнение о перевооружении Германии» и «Удар ножом в спину или Легенда». В первой книге Рудель, выступая от имени всех фронтовиков, утверждает, что снова готов сражаться против большевиков и за «жизненное пространство» на Востоке, по-прежнему необходимое для выживания немецкой нации.
Во второй, посвящённой последствиям покушения на Гитлера в июле 1944 года, Рудель объясняет читателю, что ответственность за поражение Германии в войне несёт генералитет, не понявший стратегического гения фюрера, и в особенности офицеры-заговорщики, поскольку политический кризис, вызванный их покушением, позволил англо-американским войскам закрепиться в Европе. Рудель также утверждает, что «война Германии против Советского Союза была оборонительной войной» и, более того, «крестовым походом ради всего мира».
До самой смерти Ганс-Ульрих Рудель отличался крайне правыми взглядами, приводя официальный Бонн в смущение своими высказываниями. Рудель также сделал попытку баллотироваться в Бундестаг от ультраконсервативной Deutsche Reichspartei, но потерпел поражение на выборах. Принимал активное участие в ежегодных собраниях ветеранов эскадрильи «Иммельман», в 1965 году открывал мемориал погибшим лётчикам SG2 в Бурге-Штауфенбурге.

## Личная жизнь
Был трижды женат; примечательно, что все три его жены имели одинаковое имя — Урсула.
В первом браке родилось два сына: Ганс-Ульрих-младший и Зигфрид.
Во втором браке родился сын Кристоф.

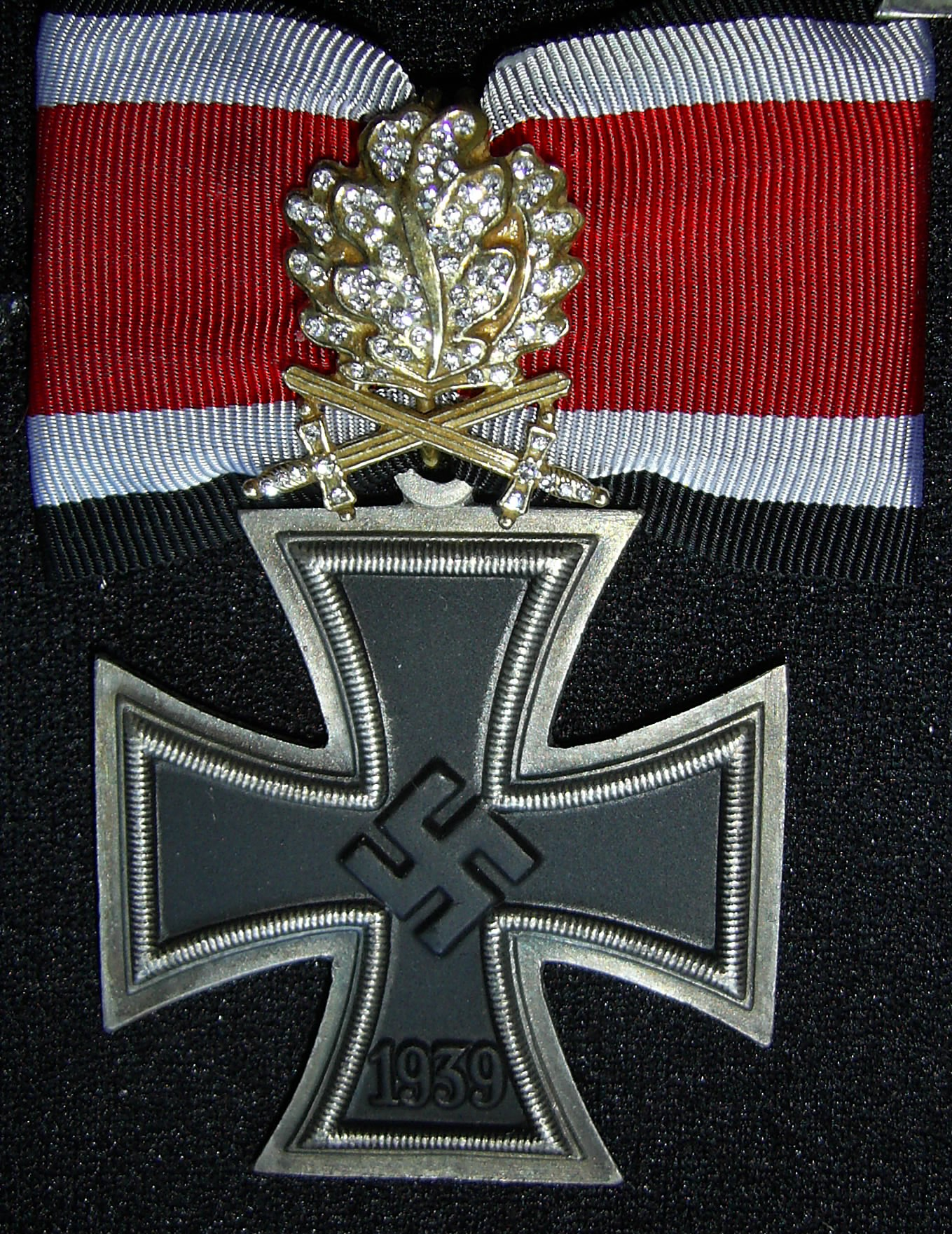
Рыцарский крест с золотыми дубовыми листьями, мечами и бриллиантами, единственный в мире

## Награды
- Нагрудная планка люфтваффе истребителя в золоте с подвеской «2000» (боевых вылетов)
- Знак «Лётчик-наблюдатель» в золоте с бриллиантами
- Германский спортивный знак в серебре
- Почётный Кубок Люфтваффе (20 октября 1941)
- Медаль креста военных заслуг (24 сентября 1939 за Польскую кампанию в качестве летчика-разведчика)
- Знак за ранение в золоте
- Парадный кинжал Люфтваффе (врученный Карлом Коллером)
- Немецкий крест в золоте (2 декабря 1941)
  - Бриллианты (единственный обладатель), 16 января 1945 (врученные Германом Герингом)
- Железный крест 2-го класса (10 ноября 1939)
- Железный крест 1-го класса (18 июля 1941)
- Рыцарский крест Железного креста (6 января 1942)
  - Дубовые листья, к Рыцарскому кресту Железного креста, 14 апреля 1943 (229-й награждённый)
  - Мечи, к Рыцарскому кресту Железного креста, 25 ноября 1943 (42-й награждённый)
  - Бриллианты, к Рыцарскому кресту Железного креста, 29 марта 1944 (10-й награждённый)
  - Золотые дубовые листья, мечи и бриллианты, к Рыцарскому кресту Железного креста, 29 декабря 1944 (единственный обладатель)
- Золотая медаль «За храбрость» (Венгрия), 14 января 1945
- Серебряная медаль «За воинскую доблесть» (Итальянская социальная республика)
- Пять раз упоминался в «Вермахтберихт» (27 марта 1944, 28 марта 1944, 3 июня 1944, 6 августа 1944, 10 февраля 1945)

## Произведения
- «Мы, фронтовые солдаты, и наше мнение о перевооружении Германии» (1951)
- «Удар ножом в спину или Легенда» (1951)
- Rudel H.-U. Stuka-Pilot : His Life Story in Words in Photographs ([militera.lib.ru/memo/german/rudel/index.html Пилот «Штуки»]). New York, Ballantine Books, 1963